# Уравнение Шокли для диода

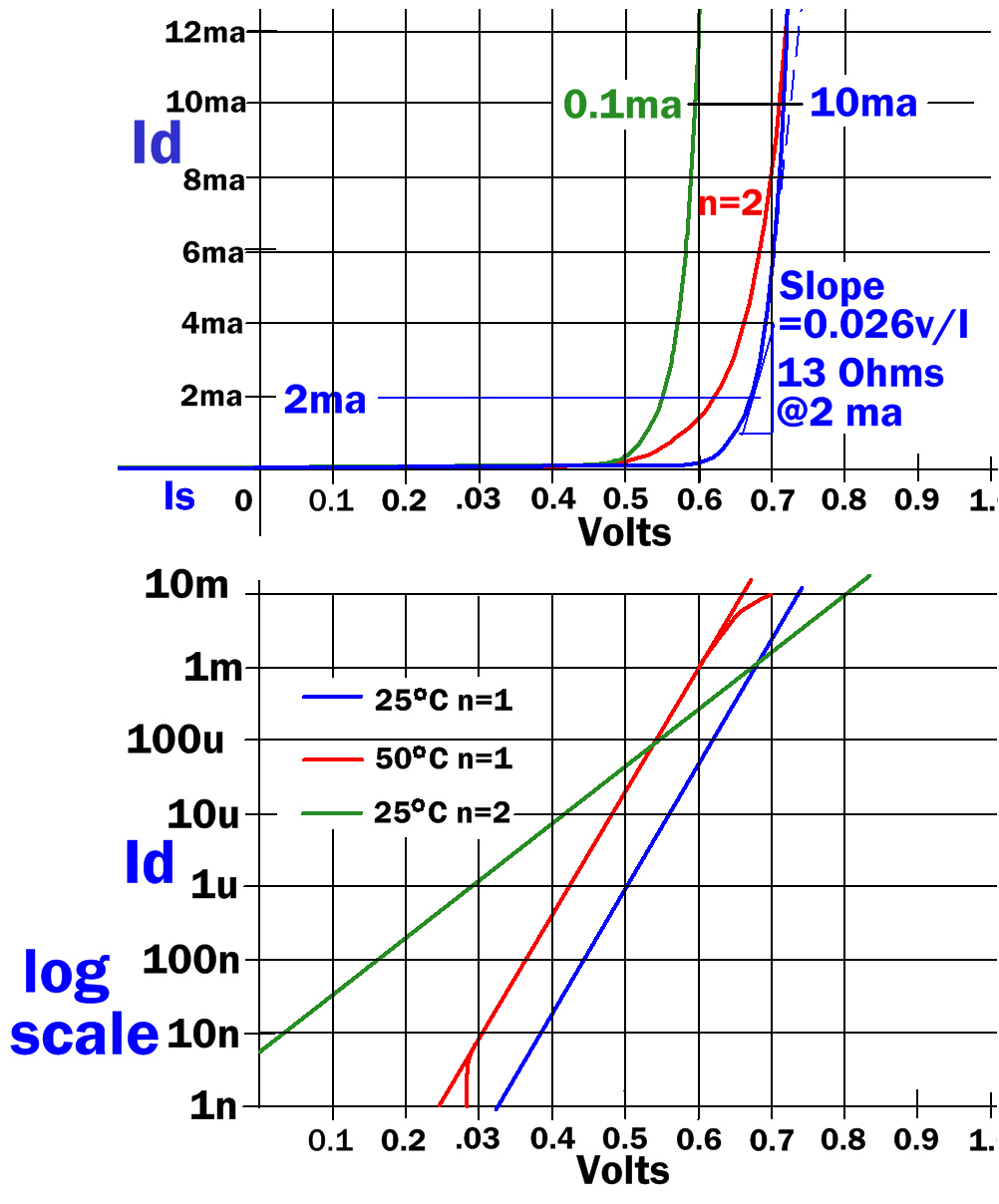
Кривые вольт-амперной зависимости диода при 25 °C, 50 °C и двух коэффициентах идеальности. Логарифмическая шкала, используемая для нижнего графика, полезна для представления экспоненциальной зависимости уравнения.

Уравнение Шокли для диода (уравнение диода, формула Шокли) (англ. Shockley equation) — 
уравнение, моделирующее экспоненциальную зависимость электрического тока от напряжения в полупроводниковых диодах при прямом и обратном смещении постоянного тока. Уравнение названо в честь одного из изобретателей транзистора Уильяма Шокли и имеет следующий вид:
{\displaystyle I_{\text{D}}=I_{\text{S}}\left(e^{\frac {V_{\text{D}}}{nV_{\text{T}}}}-1\right)},
где
{\displaystyle I_{\text{D}}} — ток диода,
{\displaystyle I_{\text{S}}} — ток насыщения диода,
{\displaystyle V_{\text{D}}} — напряжение на диоде,
{\displaystyle V_{\text{T}}} — тепловое напряжение,
{\displaystyle n} — коэффициент идеальности, также известный как коэффициент качества или коэффициент эмиссии.
Уравнение называется уравнением идеального диода Шокли, если коэффициент идеальности {\displaystyle n} равен 1 (в таких случаях {\displaystyle n} в уравнении иногда опускается). Величина {\displaystyle n} обычно варьируется от 1 до 2 (хотя в некоторых случаях может быть выше) в зависимости от процесса изготовления и материала полупроводника. Коэффициент идеальности учитывает существование несовершенных переходов, наблюдаемых в реальных транзисторах, которые в основном возникают в результате рекомбинации носителей заряда при пересечении ими обеднённой области.
Тепловое напряжение {\displaystyle V_{\text{T}}} составляет примерно 25,852 мВ при 300 K (27 °C). При произвольной температуре
{\displaystyle V_{\text{T}}={\frac {kT}{q}}\,},
где
{\displaystyle k} — постоянная Больцмана,
{\displaystyle T} — абсолютная температура p-n-перехода,
{\displaystyle q} — элементарный заряд (величина заряда электрона).
Обратный ток насыщения {\displaystyle I_{\text{S}}} не постоянен для данного диода и зависит от температуры; чаще всего эта зависимость более значительна, чем зависимость {\displaystyle V_{\text{T}}} от температуры, так что {\displaystyle V_{\text{D}}} обычно уменьшается по мере увеличения {\displaystyle T}.
При обратном смещении экспоненциальный член уравнения диода близок к 0, поэтому ток близок к постоянному значению обратного тока {\displaystyle -I_{\text{S}}} (примерно пикоампер для кремниевых диодов и микроампер для германиевых диодов, хотя величина обратного тока зависит от размеров диода).
Для достаточно больших значений напряжения прямого смещения величина экспоненты становится намного больше 1, поскольку тепловое напряжение по сравнению с ним очень мало. Тогда членом {\displaystyle -1} в уравнении диода можно пренебречь, а величина прямого тока диода
{\displaystyle I_{\text{S}}\;e^{\frac {V_{\text{D}}}{nV_{\text{T}}}}\,}.
Использование уравнения диода в схемных задачах проиллюстрировано в статье о моделировании диодов.

## Ограничения
Внутреннее сопротивление вызывает «выравнивание» ВАХ реального диода при большом прямом смещении. Уравнение Шокли для диода не описывает этого, но последовательное добавление сопротивления будет.
Область обратного пробоя (особенно интересная для стабилитронов) не описывается формулой Шокли.
Формула Шокли не описывает шум (например, «шум Джонсона — Найквиста» от внутреннего сопротивления или дробовой шум).
Формула Шокли представляет собой зависимость постоянного тока (установившегося состояния) и таким образом, не учитывает переходную характеристику диода, которая включает влияние его внутреннего перехода и диффузионной ёмкости, а также время обратного восстановления.

## Вывод
Шокли вывел уравнение для напряжения на p-n переходе в длинной статье, опубликованной в 1949 году. Позже он даёт соответствующее уравнение для тока как функции напряжения при дополнительных предположениях, которое называется уравнением идеального диода Шокли. Он называет это «теоретической формулой ректификации, дающей максимальное ректификацию», со ссылкой на статью Карла Вагнера, Physikalische Zeitschrift 32, стр. 641—645 (1931).
Чтобы вывести своё уравнение для напряжения, Шокли утверждает, что полное падение напряжения можно разделить на три части:
- падение квазиуровня Ферми дырок от уровня приложенного напряжения на p-контакте до его значения в точке с нейтральным легированием (которую мы можем назвать переходом)
- разница между квазиуровнями Ферми для дырок и электронов на переходе
- падение квазиуровня Ферми электронов от перехода к n-контакту.

Шокли показывает, что первая и третья части из них можно выразить как сопротивление, умноженное на ток: {\displaystyle I_{\text{D}}R_{1}.} Что касается второй, по разнице между квазиуровнями Ферми на переходе можно оценить ток, протекающий через диод. Он указывает, что ток на р-контакте — это все дырки, тогда как на n-контакте — это все электроны, а сумма этих двух — постоянный полный ток. Таким образом, общий ток равен уменьшению дырочного тока от одной стороны диода к другой. Это уменьшение связано с превышением рекомбинации электронно-дырочных пар над генерацией электронно-дырочных пар. В равновесии скорость рекомбинации равна скорости генерации, то есть когда два квазиуровня Ферми равны. Но когда квазиуровни Ферми не равны, то скорость рекомбинации на множитель {\displaystyle e^{(\phi _{\text{p}}-\phi _{\text{n}})/V_{\text{T}}}} превышает скорость генерации. Тогда предположим, что большая часть избыточной рекомбинации (или уменьшения тока дырок) происходит в слое, проходящем на одну длину диффузии дырок {\displaystyle L_{\text{p}}} в n-материал и одну длину электронной диффузии {\displaystyle L_{\text{n}}} в p-материал, и что разница между квазиуровнями Ферми в этом слое постоянна при {\displaystyle V_{\text{J}}.} Тогда мы находим, что полный ток, или падение дырочного тока, равен
{\displaystyle I_{\text{D}}=I_{\text{S}}\left(e^{\frac {V_{\text{J}}}{V_{\text{T}}}}-1\right)}
где
{\displaystyle I_{\text{S}}=g\;q\left(L_{\text{p}}+L_{\text{n}}\right)}
и {\displaystyle g} — это скорость генерации. Мы можем выразить {\displaystyle V_{\text{J}}} из {\displaystyle I_{\text{D}}}:
{\displaystyle V_{\text{J}}=V_{\text{T}}\ln \left(1+{\frac {I_{\text{D}}}{I_{\text{S}}}}\right)}
и полное падение напряжения тогда
{\displaystyle V=I_{\text{D}}R_{1}+V_{\text{T}}\ln \left(1+{\frac {I_{\text{D}}}{I_{\text{S}}}}\right).}
Предполагая, что {\displaystyle R_{1}} мало, получаем {\displaystyle V=V_{\text{J}}} и уравнение для идеального диода Шокли.
Небольшой ток, протекающий при сильном обратном смещении, является результатом термической генерации электронно-дырочных пар в слое. Затем электроны текут к n-контакту, а дырки — к р-контакту. Концентрации электронов и дырок в слое настолько малы, что рекомбинация в нём незначительна.
В 1950 году Шокли и его коллеги опубликовали короткую статью с описанием германиевого диода, который точно следовал идеальному уравнению.
В 1954 году Билл Пфанн и В. ван Русбрук (которые также работали в Bell Telephone Laboratories) сообщили, что, хотя формула Шокли применимо к некоторым германиевым переходам, для многих кремниевых переходов ток (при значительном прямом смещении) пропорционален {\displaystyle e^{V_{\text{J}}/AV_{\text{T}}},} где A имеет значение 2 или 3. Это коэффициент идеальности {\displaystyle n}, введённый выше.

## Фотоэлектрическое преобразование энергии
В 1981 году Алексис де Вос и Герман Пауэлс показали, что более тщательный анализ используя квантовую механику перехода при определённых предположениях даёт характеристику зависимости тока от напряжения в виде
{\displaystyle I_{\text{D}}(V)=-qA\left[F_{i}-2F_{o}(V)\right]}
где A — площадь поперечного сечения перехода, Fi — количество входящих фотонов на единицу площади в единицу времени с энергией, превышающей ширину запрещённой зоны, а Fo(V) — исходящих фотоны, заданные формулой
{\displaystyle F_{o}(V)=\int _{\nu _{g}}^{\infty }{\frac {1}{\exp \left({\frac {h\nu -qV}{kT_{c}}}\right)-1}}{\frac {2\pi \nu ^{2}}{c^{2}}}d\nu .}
Коэффициент 2, умножающий исходящий поток, необходим, потому что фотоны испускаются с обеих сторон, но предполагается, что входящий поток попадает на поверхность только с одной стороны. Хотя анализ был выполнен для фотогальванических элементов при освещении, он также применим, когда освещение представляет собой просто фоновое тепловое излучение, при условии, что затем для этого входящего потока также используется коэффициент 2. Анализ даёт более строгое выражение для идеальных диодов в целом, за исключением того, что он предполагает, что ячейка достаточно толстая, чтобы она могла создавать этот поток фотонов. Когда освещение представляет собой просто фоновое тепловое излучение, вольт-амперная характеристика
{\displaystyle I_{\text{D}}(V)=2q\left[F_{o}(V)-F_{o}(0)\right]}
Обратите внимание, что, в отличие от формулы Шокли, ток стремится к бесконечности, когда напряжение приближается к напряжению на запрещённой зоны hνg/q. Это, конечно, потребовало бы бесконечной толщины, чтобы обеспечить бесконечную рекомбинацию.
Это уравнение было недавно пересмотрено, чтобы учесть новое масштабирование температуры в пересмотренном выражении для тока {\displaystyle I_{\text{S}}}, используя недавнюю модель диода Шоттки на основе двумерных материалов.